# 領空

領空と領土・領海との関係

領空（りょうくう、英語: airspace, national airspace, territorial airspace ）は、国家が領有する領土または領海上の空域。領土に等しく国家主権が及ぶ領域。

## 沿革
国家主権と上空の権利の問題は、飛行機の発明と、気球を含む航空技術の発展で、顕在化した。第一次世界大戦後の1919年10月13日、アメリカ、イギリス帝国、フランス、大日本帝国などによりパリ国際航空条約が締結され、その第一条に領空主権が明記された。
この概念は、1944年のシカゴ条約にも継承され、その第一条及び第二条において、領土及び領海上での領空主権が確認された。シカゴ条約は民間航空機が対象の条約だが、2011年時点で191ヶ国が署名している等、普遍性が高く、1960年のU-2撃墜事件でも領空主権に関する異議が唱えられなかったことにより、シカゴ条約の領空概念は、軍用機も含めた国際慣習法として成立しているとされる。この条約に基づき、領空には領海と異なり他国航空機による無害通航は認められない。
空域の区分として、領域防空のための防空識別圏や、航空交通管制に関する管制空域などがあるが、これらは領空と別途に指定され、公海上の空域（公空）も含め置かれていることもある。

## 領空の境界
領空の水平的境界は領土・領水の境界と等しい。垂直的境界は「宇宙空間より下」とされる。国家の宇宙空間の領有は禁止されている。具体に領空をどこまでの高度に定めるかについては諸説あり。
- 地球の大気圏の限界までとする説[16]。
- 航空機が航空可能な最大高度までとする説[17]。
- カーマン・ラインまでとする説[17][18]。
- 飛翔体の浮揚力が空気力学によるものから遠心力またはケプラーの法則によるものにとって代わる高度までとする説[19]。
- 人工衛星の最低軌道までとする説[20]。
- 地球の重力の影響により境界を定める説[21]。
- 領空国の実効支配が及ぶ高度までとする説[21]。
- 領空と宇宙空間の間に緩衝区域を定める説[22]。
- 人類が生存可能な大気がある高度までとする説[23]。
- 12海里（約22.2km）までを限界とする領海の制度にならい、上空12海里までの高度とする説[23]。

このように、境界を定めることが困難なため、宇宙物体による活動かどうかという、活動の機能面に着目し、境界を定める必要はないとする説もある。